# Władysława Weychert-Szymanowska

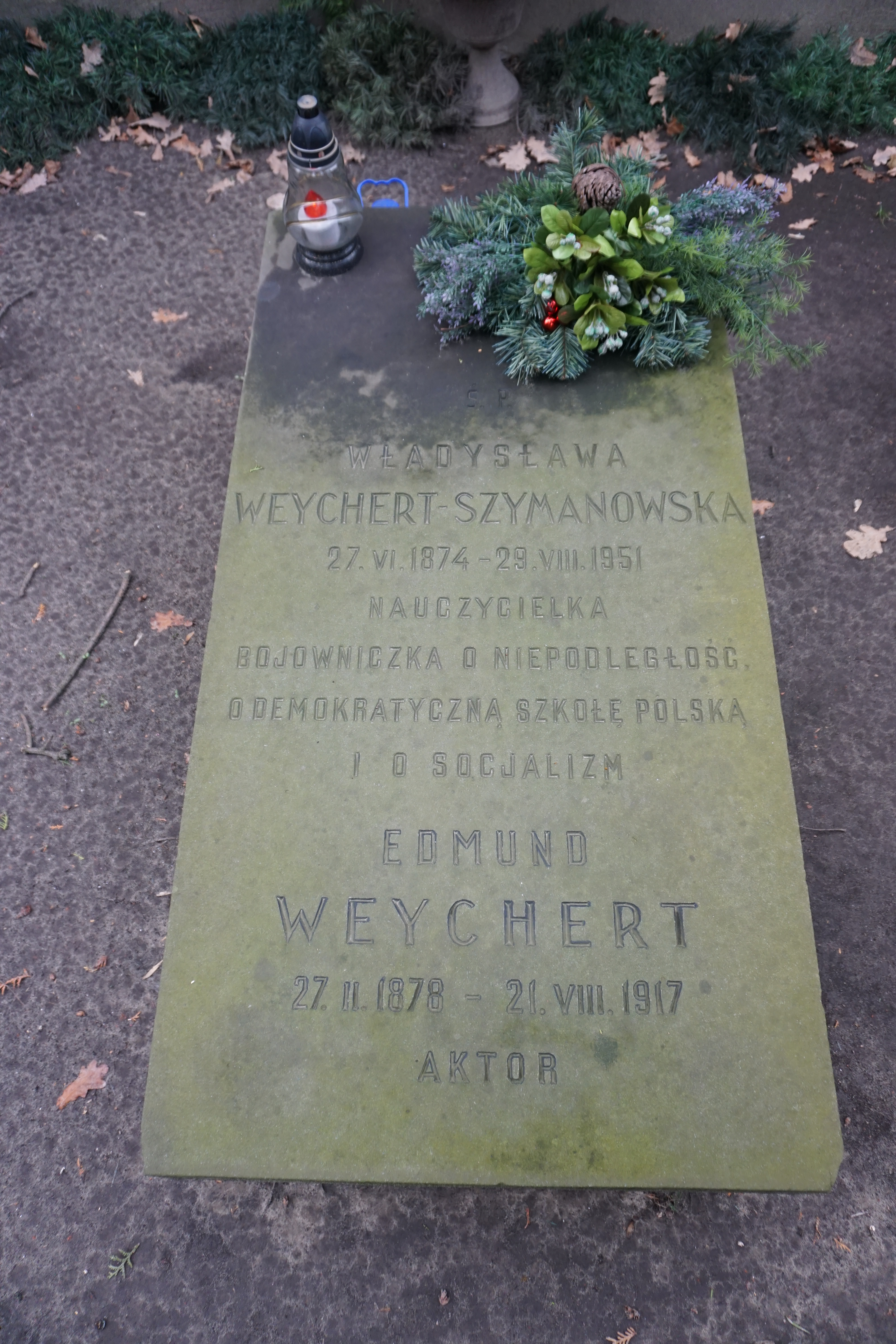
Grób Władysławy Weychert-Szymanowskiej na cmentarzu ewangelicko-augsburskim w Warszawie

Władysława Weychert-Szymanowska (ur. 27 czerwca 1874 w Warszawie, zm. 29 sierpnia 1951 w Łodzi) – polska pisarka i pedagog oraz działaczka socjalistyczna i feministyczna.

## Życie
Urodziła się 27 czerwca 1874 w Warszawie w rodzinie inteligenckiej, z domu Weychert. Ukończyła szkołę instruktorów rolniczych oraz korespondencyjne kursy im. Stanisława Staszica w Warszawie, następnie studiowała na tajnym Uniwersytecie Latającym. W latach 1891–1909 uczyła języka polskiego na pensjach żeńskich i w Szkole Handlowej Zgromadzenia Kupców m. Warszawy. Od 1892 członkini Związku Równouprawnienia Kobiet, potem także nielegalnych Kobiecego Koła Oświaty Ludowej i Koła Kobiet Korony i Litwy. W latach 1903–1912 wykładała w pierwszych szkołach rolniczych w Pszczelinie i Kruszynku. Jednocześnie zaangażowana była w prace Stowarzyszenia Kursów dla Analfabetów Dorosłych. Współpracowała także z prasą Polskiego Związku Ludowego, a następnie z redakcją „Zarania”. Uczestniczyła także w pracach oświatowych Towarzystwa Kółek Rolniczych im. Stanisława Staszica. Działała w środowisku nauczycielskim, początkowo w Kole Wychowawców, a potem w powstałym w 1905 Polskim Związku Nauczycielskim. W tym okresie była także prelegentką licznych kursów prowadzonych przez różne inne stowarzyszenia oświatowe, m.in. Towarzystwo Szerzenia Oświaty „Światło” w Lublinie, Uniwersytet Ludowy Ziemi Radomskiej, Związek Towarzystw Samopomocy Społecznej, a także V Oddział Towarzystwa Kultury Polskiej, kontynuujący działalność zawieszonego przez władze carskie Uniwersytetu dla Wszystkich. W tym ostatnim nie tylko prowadziła wykłady, ale także nielegalnie nauczała dorosłych analfabetów wykorzystując możliwości zalegalizowanych pogadanek przyrodniczych.

### I wojna światowa
Podczas I wojny światowej pracowała w Centralnym Biurze Szkolnym w Piotrkowie organizując szkoły dla dorosłych i kursy nauczycielskie. Twierdziła wówczas, że przyszłość Polski należy do ludu, i że w Polsce rządzonej przez lud staną „otworem dla wszystkich chętnych wrota do pałacu kultury." Postulowała także obowiązek zapewnienia przez państwo uboższej młodzieży bezpłatnej nauki i taniej bursy. W Królestwie współdziała z PSL „Wyzwolenie” i współpracowała z Polską Organizacją Wojskową. W latach 1916–1918 była członkinią Naczelnego Zarządu Ligi Kobiet Galicji i Śląska.

### II Rzeczpospolita
W niepodległej Polsce była współorganizatorką Instytutu Oświaty i Kultury im. Stanisława Staszica. Od 1919 działała w Klubie Politycznym Kobiet Postępowych. Była także przewodniczącą Towarzystwa Klubów Kobiet Pracujących. Od 1922 była związana z Polską Partią Socjalistyczną, w której odgrywała znaczącą rolę w Wydziale Kobiecym PPS. Należała także do Ligi Obrony Praw Człowieka i Obywatela, Polskiego Związku Myśli Wolnej i Towarzystwa Oświaty Demokratycznej „Nowe Tory”.

### II wojna światowa i Polska Ludowa
Podczas II wojny światowej najpierw brała udział w obronie Warszawy we wrześniu 1939 i w późniejszej konspiracji antyhitlerowskiej. Należała do organizacji Polscy Socjaliści, a następnie do Robotniczej Partii Polskich Socjalistów. Po 1945 członkini PPS, a następnie Polskiej Zjednoczonej Partii Robotniczej. Działała wówczas w ruchu spółdzielczym i w Lidze Kobiet.
Zmarła 29 sierpnia 1951 w Łodzi. Pochowana na cmentarzu ewangelicko-augsburskim w Warszawie (aleja 1, gród 35).
Jej mężem był Zygmunt Szymanowski (1873–1956), lekarz bakteriolog i działacz socjalistyczny; miała córkę Jadwigę (1910–1972).

## Publikacje
Jej dorobek piśmienniczy obejmuje ok. 30 podręczników i broszur dla młodzieży:
- Stylistyka oraz teoria prozy i poezji do użytku szkolnego, (1898),
- Życiorysy naszych najlepszych poetów XVI. stul. (1900),
- Krótki zarys piśmiennictwa polskiego (1902),
- Kilka słów o historycznym podkładzie w Legionie Wyspiańskiego (1911),
- Lud polski a oświata, Dąbrowa Górnicza 1915,
- Życie ma kursach dla dorosłych (1922, razem z I. Koliskową),
- Nauczanie dorosłych czytania i pisania (1921).
- Język polski. Metodyczne wskazówki dla samouków (1923),
- Centralne Biuro Szkolne 1915–1916, [w:] Pokłosie pracy oświatowej w latach 1880–1928, Warszawa 1928, s. 54–56,
- Stowarzyszenie Kursów dla analfabetów dorosłych, [w:] Nasza walka o szkołę polską, t. 2, Warszawa 1934, s. 195–201.